# Łoniewo (osada leśna w województwie wielkopolskim)
Łoniewo – osada leśna w Polsce położona w województwie wielkopolskim, w powiecie leszczyńskim, w gminie Osieczna.